# Bopa
Bopa è una città situata nel dipartimento di Mono nello Stato del Benin con 78 655 abitanti (stima 2006).